# Arrondissement Rouen
Das Arrondissement Rouen ist eine Verwaltungseinheit des Départements Seine-Maritime in der französischen Region Normandie. Präfektur ist Rouen.

## Kantone
Das Arrondissement untergliedert sich in 18 Kantone:
| - Barentin - Bois-Guillaume - Canteleu - Caudebec-lès-Elbeuf - Darnétal - Elbeuf - Le Grand-Quevilly - Le Mesnil-Esnard - Notre-Dame-de-Bondeville | - Notre-Dame-de-Gravenchon (mit 12 von 21 Gemeinden) - Le Petit-Quevilly - Rouen-1 - Rouen-2 - Rouen-3 - Saint-Étienne-du-Rouvray - Saint-Valery-en-Caux (mit 1 von 71 Gemeinden) - Sotteville-lès-Rouen - Yvetot |

## Gemeinden
Die Gemeinden des Arrondissements Rouen sind:
| 1. Allouville-Bellefosse (76001)          | 2. Amfreville-la-Mi-Voie (76005)        | 3. Amfreville-les-Champs (76006)                | 4. Anceaumeville (76007)                |
| 5. Ancretiéville-Saint-Victor (76010)     | 6. Anneville-Ambourville (76020)        | 7. Anquetierville (76022)                       | 8. Anvéville (76023)                    |
| 9. Arelaune-en-Seine (76401)              | 10. Authieux-Ratiéville (76038)         | 11. Les Authieux-sur-le-Port-Saint-Ouen (76039) | 12. Auzebosc (76043)                    |
| 13. Auzouville-l’Esneval (76045)          | 14. Auzouville-sur-Ry (76046)           | 15. Baons-le-Comte (76055)                      | 16. Bardouville (76056)                 |
| 17. Barentin (76057)                      | 18. Beaumont-le-Hareng (76062)          | 19. Belbeuf (76069)                             | 20. Bénesville (76077)                  |
| 21. Berville-en-Caux (76087)              | 22. Berville-sur-Seine (76088)          | 23. Bierville (76094)                           | 24. Bihorel (76095)                     |
| 25. Blacqueville (76099)                  | 26. Blainville-Crevon (76100)           | 27. Le Bocasse (76105)                          | 28. Bois-d’Ennebourg (76106)            |
| 29. Bois-Guilbert (76107)                 | 30. Bois-Guillaume (76108)              | 31. Bois-Héroult (76109)                        | 32. Bois-Himont (76110)                 |
| 33. Bois-l’Évêque (76111)                 | 34. Boissay (76113)                     | 35. Bonsecours (76103)                          | 36. Boos (76116)                        |
| 37. Bosc-Bordel (76120)                   | 38. Bosc-Édeline (76121)                | 39. Bosc-Guérard-Saint-Adrien (76123)           | 40. Bosc-le-Hard (76125)                |
| 41. Boudeville (76129)                    | 42. La Bouille (76131)                  | 43. Bourdainville (76132)                       | 44. Bouville (76135)                    |
| 45. Bretteville-Saint-Laurent (76144)     | 46. Buchy (76146)                       | 47. Butot (76149)                               | 48. Cailly (76152)                      |
| 49. Canteleu (76157)                      | 50. Canville-les-Deux-Églises (76158)   | 51. Carville-la-Folletière (76160)              | 52. Carville-Pot-de-Fer (76161)         |
| 53. Catenay (76163)                       | 54. Caudebec-lès-Elbeuf (76165)         | 55. Cideville (76174)                           | 56. Claville-Motteville (76177)         |
| 57. Cléon (76178)                         | 58. Clères (76179)                      | 59. Cottévrard (76188)                          | 60. Criquetot-sur-Ouville (76198)       |
| 61. Croix-Mare (76203)                    | 62. Darnétal (76212)                    | 63. Déville-lès-Rouen (76216)                   | 64. Doudeville (76219)                  |
| 65. Duclair (76222)                       | 66. Écalles-Alix (76223)                | 67. Écretteville-lès-Baons (76225)              | 68. Ectot-l’Auber (76227)               |
| 69. Ectot-lès-Baons (76228)               | 70. Elbeuf-sur-Andelle (76230)          | 71. Elbeuf (76231)                              | 72. Émanville (76234)                   |
| 73. Épinay-sur-Duclair (76237)            | 74. Ernemont-sur-Buchy (76243)          | 75. Eslettes (76245)                            | 76. Esteville (76247)                   |
| 77. Étalleville (76251)                   | 78. Étoutteville (76253)                | 79. Flamanville (76264)                         | 80. Fontaine-le-Bourg (76271)           |
| 81. Fontaine-sous-Préaux (76273)          | 82. Franqueville-Saint-Pierre (76475)   | 83. Freneuse (76282)                            | 84. Fresne-le-Plan (76285)              |
| 85. Fresquiennes (76287)                  | 86. Frichemesnil (76290)                | 87. Fultot (76293)                              | 88. Gonzeville (76309)                  |
| 89. Goupillières (76311)                  | 90. Gouy (76313)                        | 91. Grainville-sur-Ry (76316)                   | 92. Grand-Couronne (76319)              |
| 93. Le Grand-Quevilly (76322)             | 94. Grémonville (76325)                 | 95. Grigneuseville (76328)                      | 96. Grugny (76331)                      |
| 97. Harcanville (76340)                   | 98. Hautot-le-Vatois (76347)            | 99. Hautot-Saint-Sulpice (76348)                | 100. Hautot-sur-Seine (76350)           |
| 101. Les Hauts-de-Caux (76041)            | 102. Hénouville (76354)                 | 103. Héricourt-en-Caux (76355)                  | 104. Héronchelles (76359)               |
| 105. Heurteauville (76362)                | 106. Le Houlme (76366)                  | 107. Houppeville (76367)                        | 108. La Houssaye-Béranger (76369)       |
| 109. Hugleville-en-Caux (76370)           | 110. Isneauville (76377)                | 111. Jumièges (76378)                           | 112. Limésy (76385)                     |
| 113. Lindebeuf (76387)                    | 114. La Londe (76391)                   | 115. Longuerue (76396)                          | 116. Louvetot (76398)                   |
| 117. Malaunay (76402)                     | 118. Maromme (76410)                    | 119. Martainville-Épreville (76412)             | 120. Maulévrier-Sainte-Gertrude (76418) |
| 121. Mauny (76419)                        | 122. Le Mesnil-Esnard (76429)           | 123. Mesnil-Panneville (76433)                  | 124. Mesnil-Raoul (76434)               |
| 125. Le Mesnil-sous-Jumièges (76436)      | 126. Mont-Cauvaire (76443)              | 127. Montigny (76446)                           | 128. Montmain (76448)                   |
| 129. Mont-Saint-Aignan (76451)            | 130. Montville (76452)                  | 131. Morgny-la-Pommeraye (76453)                | 132. Motteville (76456)                 |
| 133. Moulineaux (76457)                   | 134. La Neuville-Chant-d’Oisel (76464)  | 135. Notre-Dame-de-Bliquetuit (76473)           | 136. Notre-Dame-de-Bondeville (76474)   |
| 137. Oissel-sur-Seine (76484)             | 138. Orival (76486)                     | 139. Ouville-l’Abbaye (76491)                   | 140. Pavilly (76495)                    |
| 141. Petit-Couronne (76497)               | 142. Le Petit-Quevilly (76498)          | 143. Pierreval (76502)                          | 144. Pissy-Pôville (76503)              |
| 145. Préaux (76509)                       | 146. Prétot-Vicquemare (76510)          | 147. Quevillon (76513)                          | 148. Quévreville-la-Poterie (76514)     |
| 149. Quincampoix (76517)                  | 150. Rebets (76521)                     | 151. Reuville (76524)                           | 152. Rives-en-Seine (76164)             |
| 153. Robertot (76530)                     | 154. Rocquefort (76531)                 | 155. Roncherolles-sur-le-Vivier (76536)         | 156. Rouen (76540)                      |
| 157. Roumare (76541)                      | 158. Routes (76542)                     | 159. La Rue-Saint-Pierre (76547)                | 160. Ry (76548)                         |
| 161. Sahurs (76550)                       | 162. Saint-Aignan-sur-Ry (76554)        | 163. Saint-André-sur-Cailly (76555)             | 164. Saint-Arnoult (76557)              |
| 165. Saint-Aubin-Celloville (76558)       | 166. Saint-Aubin-de-Crétot (76559)      | 167. Saint-Aubin-Épinay (76560)                 | 168. Saint-Aubin-lès-Elbeuf (76561)     |
| 169. Saint-Clair-sur-les-Monts (76568)    | 170. Saint-Denis-le-Thiboult (76573)    | 171. Saint-Étienne-du-Rouvray (76575)           | 172. Saint-Georges-sur-Fontaine (76580) |
| 173. Saint-Germain-des-Essourts (76581)   | 174. Saint-Germain-sous-Cailly (76583)  | 175. Saint-Gilles-de-Crétot (76585)             | 176. Saint-Jacques-sur-Darnétal (76591) |
| 177. Saint-Jean-du-Cardonnay (76594)      | 178. Saint-Laurent-en-Caux (76597)      | 179. Saint-Léger-du-Bourg-Denis (76599)         | 180. Saint-Martin-aux-Arbres (76611)    |
| 181. Saint-Martin-de-Boscherville (76614) | 182. Saint Martin de l’If (76289)       | 183. Saint-Martin-du-Vivier (76617)             | 184. Saint-Nicolas-de-la-Haie (76626)   |
| 185. Saint-Paër (76631)                   | 186. Saint-Pierre-de-Manneville (76634) | 187. Saint-Pierre-de-Varengeville (76636)       | 188. Saint-Pierre-lès-Elbeuf (76640)    |
| 189. Sainte-Austreberthe (76566)          | 190. Sainte-Croix-sur-Buchy (76571)     | 191. Sainte-Marguerite-sur-Duclair (76608)      | 192. Sainte-Marie-des-Champs (76610)    |
| 193. Saussay (76668)                      | 194. Servaville-Salmonville (76673)     | 195. Sierville (76675)                          | 196. Sotteville-lès-Rouen (76681)       |
| 197. Sotteville-sous-le-Val (76682)       | 198. Le Torp-Mesnil (76699)             | 199. Touffreville-la-Corbeline (76702)          | 200. Tourville-la-Rivière (76705)       |
| 201. Le Trait (76709)                     | 202. Val-de-la-Haye (76717)             | 203. Valliquerville (76718)                     | 204. Vatteville-la-Rue (76727)          |
| 205. La Vaupalière (76728)                | 206. Vibeuf (76737)                     | 207. Vieux-Manoir (76738)                       | 208. La Vieux-Rue (76740)               |
| 209. Villers-Écalles (76743)              | 210. Yainville (76750)                  | 211. Yerville (76752)                           | 212. Ymare (76753)                      |
| 213. Yquebeuf (76756)                     | 214. Yvecrique (76757)                  | 215. Yvetot (76758)                             | 216. Yville-sur-Seine (76759)           |

## Neuordnung der Arrondissements 2017

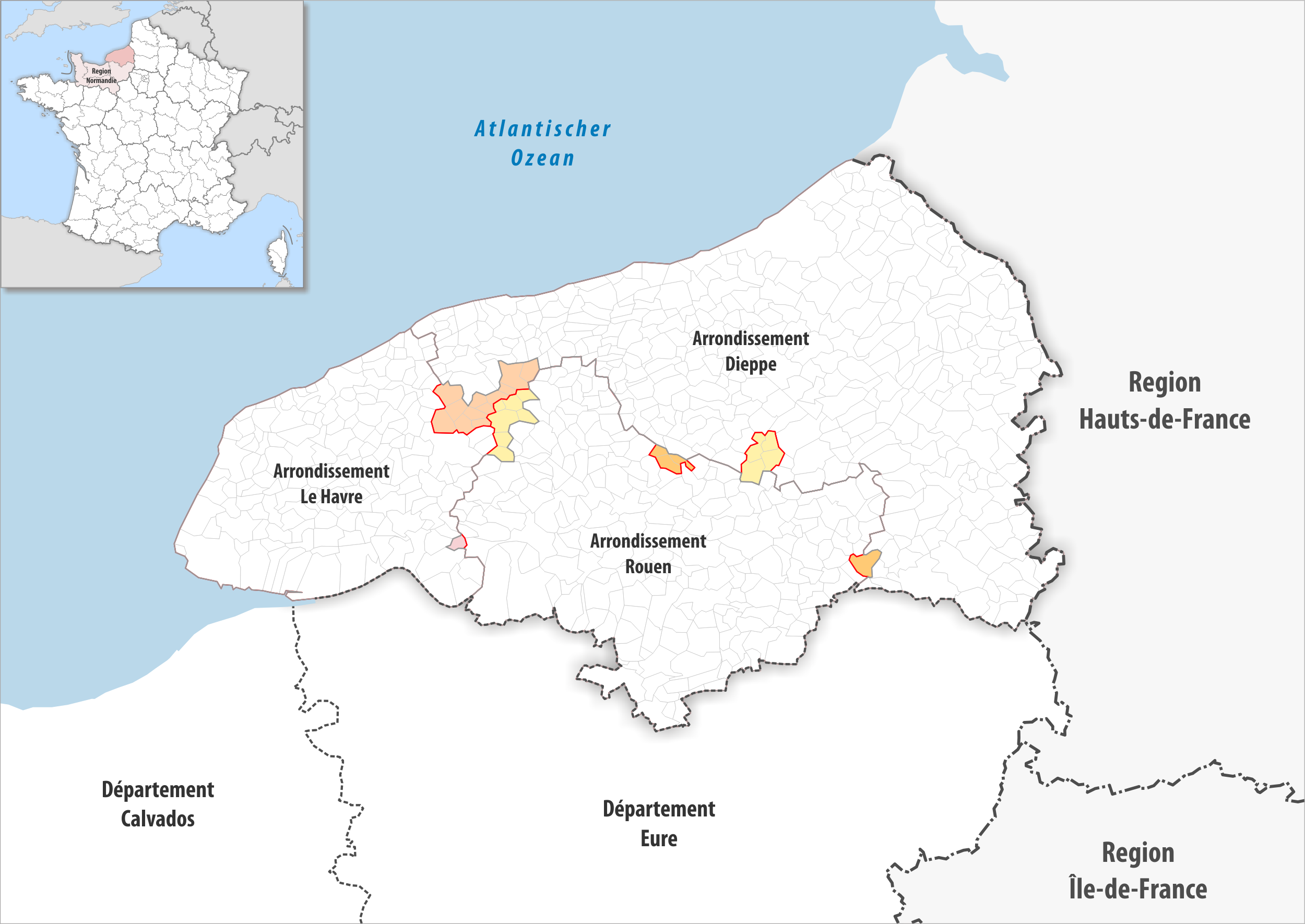
Arrondissementsanpassungen im Jahr 2017

Durch die Neuordnung der Arrondissements im Jahr 2017 wurden aus dem Arrondissement Rouen die Fläche der vier Gemeinden Beautot, Gueutteville, Le Héron und Saint-Ouen-du-Breuil dem Arrondissement Dieppe und die Fläche der ehemaligen Gemeinde Touffreville-la-Cable dem Arrondissement Le Havre zugewiesen.
Dafür wurde die Fläche der vier Gemeinden Beaumont-le-Hareng, Bosc-le-Hard, Cottévrard und Grigneuseville aus dem Arrondissement Dieppe sowie die Fläche der sieben Gemeinden Anvéville, Carville-Pot-de-Fer, Hautot-le-Vatois, Héricourt-en-Caux, Robertot, Rocquefort und Routes aus dem Arrondissement Le Havre dem Arrondissement Rouen zugewiesen.

## Ehemalige Gemeinden seit der landesweiten Neuordnung der Arrondissements
bis 2015:
Betteville, Caudebec-en-Caux, La Folletière, Fréville, La Mailleraye-sur-Seine, Mont-de-l’If, Saint-Nicolas-de-Bliquetuit, Saint-Wandrille-Rançon, Touffreville-la-Cable, Villequier
bis 2016:
Bosc-Roger-sur-Buchy, Estouteville-Écalles
bis 2018:
Autretot, Veauville-lès-Baons